# Вік Сайксес
Вік Сайксес (англ. Vic Seixas; 30 жовтня 1923 — 5 липня 2024) — американський тенісист.
Найвищу одиночну позицію світового рейтингу — 1 місце досяг 1954 року (за даними Гаррі Гопмана).
Здобув 49 одиночних титулів.
Перемагав на турнірах Великого шолома в одиночному, парному та змішаному парному розрядах.
Завершив кар'єру 1970 року.

## Фінали турнірів Великого шолома

### Одиночний розряд: 5 (2–3)
| Результат | Рік  | Турнір               | Покриття | Суперник      | Рахунок            |
| --------- | ---- | -------------------- | -------- | ------------- | ------------------ |
| Поразка   | 1951 | Чемпіонат США        | Трава    | Френк Седжмен | 6–4, 6–1, 6–1      |
| Поразка   | 1953 | Чемпіонат Франції    | Ґрунт    | Кен Роузволл  | 6–3, 6–4, 1–6, 6–2 |
| Перемога  | 1953 | Вімблдонський турнір | Трава    | Курт Нільсен  | 9–7, 6–3, 6–4      |
| Поразка   | 1953 | Чемпіонат США        | Трава    | Тоні Траберт  | 6–3, 6–2, 6–3      |
| Перемога  | 1954 | Чемпіонат США        | Трава    | Рекс Гартвіг  | 3–6, 6–2, 6–4, 6–4 |

### Парний розряд: 8 (5–3)
| Результат | Рік  | Турнір               | Покриття | Партнер        | Суперники                          | Рахунок                   |
| --------- | ---- | -------------------- | -------- | -------------- | ---------------------------------- | ------------------------- |
| Поразка   | 1952 | Вімблдонський турнір | Трава    | Ерік Стерджесс | Кен Мак-Грегор Френк Седжмен       | 6–3, 7–5, 6–4             |
| Перемога  | 1952 | Чемпіонат США        | Трава    | Мервін Роуз    | Кен Мак-Грегор Френк Седжмен       | 3–6, 10–8, 10–8, 6–8, 8–6 |
| Перемога  | 1954 | Чемпіонат Франції    | Ґрунт    | Тоні Траберт   | Лью Гоуд Кен Роузволл              | 6–4, 6–2, 6–1             |
| Поразка   | 1954 | Вімблдонський турнір | Трава    | Тоні Траберт   | Рекс Гартвіг Мервін Роуз           | 6–4, 6–4, 3–6, 6–4        |
| Перемога  | 1954 | Чемпіонат США        | Трава    | Тоні Траберт   | Лью Гоуд Кен Роузволл              | 3–6, 6–4, 8–6, 6–3        |
| Перемога  | 1955 | Чемпіонат Австралії  | Трава    | Тоні Траберт   | Лью Гоуд Кен Роузволл              | 6–3, 6–2, 2–6, 3–6, 6–1   |
| Перемога  | 1955 | Чемпіонат Франції    | Ґрунт    | Тоні Траберт   | Нікола П'єтранджелі Орландо Сірола | 6–1, 4–6, 6–2, 6–4        |
| Поразка   | 1956 | Чемпіонат США        | Трава    | Гем Річардсон  | Лью Гоуд Кен Роузволл              | 6–2, 6–2, 3–6, 6–4        |

### Мікст: 8 (8 перемог)
| Результат | Рік  | Турнір               | Покриття | Партнер    | Суперники                           | Рахунок       |
| --------- | ---- | -------------------- | -------- | ---------- | ----------------------------------- | ------------- |
| Перемога  | 1953 | Чемпіонат Франції    | Ґрунт    | Доріс Гарт | Морін Конноллі Мервін Роуз          | 4–6, 6–4, 6–0 |
| Перемога  | 1953 | Вімблдонський турнір | Трава    | Доріс Гарт | Ширлі Фрай Енріке Мореа             | 9–7, 7–5      |
| Перемога  | 1953 | Чемпіонат США        | Трава    | Доріс Гарт | Джулія Семпсон-Гейворд Рекс Гартвіг | 6–2, 4–6, 6–4 |
| Перемога  | 1954 | Вімблдонський турнір | Трава    | Доріс Гарт | Маргарет Осборн Дюпон Кен Роузволл  | 5–7, 6–4, 6–3 |
| Перемога  | 1954 | Чемпіонат США        | Трава    | Доріс Гарт | Margaret duPont Кен Роузволл        | 4–6, 6–1, 6–1 |
| Перемога  | 1955 | Вімблдонський турнір | Трава    | Доріс Гарт | Луїз Браф Енріке Мореа              | 8–6, 2–6, 6–3 |
| Перемога  | 1955 | Чемпіонат США        | Трава    | Доріс Гарт | Ширлі Фра Лью Гоуд                  | 9–7, 6–1      |
| Перемога  | 1956 | Вімблдонський турнір | Трава    | Ширлі Фрай | Гарднар Маллой Алтея Гібсон         | 2–6, 6–2, 7–5 |

## Виступи у турнірах Великого шолома
| W | Ф | ПФ | ЧФ | #Р | КТ | К# | DNQ | A | NH |

| Турнір                                 | 1940 | 1941 | 1942 | 1943 | 1944 | 1945 | 1946 | 1947 | 1948 | 1949 | 1950 | 1951 | 1952 | 1953 | 1954 | 1955 | 1956 | 1957 | 1958 | 1959 | 1960 | 1961 | 1962 | 1963 | 1964 | 1965 | 1966 | 1967 | 1968 | 1969 |
| -------------------------------------- | ---- | ---- | ---- | ---- | ---- | ---- | ---- | ---- | ---- | ---- | ---- | ---- | ---- | ---- | ---- | ---- | ---- | ---- | ---- | ---- | ---- | ---- | ---- | ---- | ---- | ---- | ---- | ---- | ---- | ---- |
| Відкритий чемпіонат Австралії з тенісу |      |      |      |      |      |      |      |      |      |      |      |      |      | ПФ   | ЧФ   | ЧФ   |      |      |      |      |      |      |      |      |      |      |      |      |      |      |
| Відкритий чемпіонат Франції з тенісу   |      |      |      |      |      |      |      |      |      |      | ЧФ   |      |      | Ф    | ЧФ   | ЧФ   |      |      |      |      |      |      |      |      |      |      |      |      |      |      |
| Вімблдонський турнір                   |      |      |      |      |      |      |      |      |      |      | ПФ   |      | ЧФ   | П    | ЧФ   | 2р   | ПФ   | ЧФ   |      |      |      |      |      |      |      |      |      | 2р   |      | 1р   |
| Відкритий чемпіонат США з тенісу       | 3р   | 3р   | 2р   |      | 2р   |      | 3р   | 4р   | 4р   | 1р   | 3р   | Ф    | 4р   | Ф    | П    | ПФ   | ПФ   | ЧФ   | ЧФ   | 4р   | 4р   | 3р   | 4р   | 3р   | 4р   | 4р   | 2р   | 2р   | 2р   | 1р   |